# Дніпровський рубіж (фільм)
«Дніпровський рубіж» (рос. «Днепровский рубеж») — білоруський художній фільм 2009 року режисера Дениса Скворцова.
Основою для фільму стали реальні події з оборони Могильова.

## Сюжет
Комдив, що розуміє всю приреченість ситуації, в яку потрапили захисники Дніпровського рубежу, прикладає всі зусилля, щоб стримати наступ...

## У ролях
- Ігор Сігов
- Ксенія Князева
- Віктор Молчан
- Анатолій Кот
- Анна Горшкова
- Микола Козак
- Святослав Астрамович
- Андрій Душечкін
- Павло Южаков-Харланчук
- Ілля Черепко-Самохвалов
- Сергій Власов
- Михайло Есьман
- Олександр Кашперов
- Іван Павлов
- Ігор Фільченков
- Ігор Денисов
- Василь Гречухін
- Сергій Шимко
- Олександр Єфремов
- Олег Коц
- Анатолій Терпицький
- Євген Івкович
- Денис Тарасенко
- Віталій Круглик
- Олексій Сенчило
- Максим Кречетов
- Володимир Свірський
- Олександр Гиренок
- Сергій Савенков
- Павло Городницький
- Дмитро Пустильник
- Євген Сангаджи

## Творча група
- Сценарій: Олексій Дударов
- Режисер: Денис Скворцов
- Оператор: Віктор Бондарович
- Композитор: Валерій Головко